# 日本女子大学建築デザイン学部・大学院建築デザイン研究科
日本女子大学建築デザイン学部（にほんじょしだいがくけんちくデザインがくぶ）は、日本女子大学に設置されている建築学部。日本女子大学大学院建築デザイン研究科（だいがくいんけんちくデザインけんきゅうか）は同大学大学院に設置されている建築学関連の研究科。

## 概要
2024年4月に家政学部住居学科を同学部から独立改組して建築デザイン学部を開設。また日本女子大学大学院家政学研究科に設置していた住居学専攻も、建築デザイン研究科として建築デザイン学部と同じ2024年度に開設。
母体となる家政学部住居学科は1948年に生活芸術科住居専攻として設立され、その後1962年に住居学科として改組。2024年4月より募集停止。
前身の生活芸術科住居専攻と住居学科について、卒業生/出身者では建築家だけでも林雅子（生活芸術科住居専攻第一期生）、山田初江（同）、小川信子（同大学名誉教授）、高橋公子（同大学元教授）、宮晶子（同学科教授）、篠原聡子、赤松佳珠子（シーラカンスアンドアソシエイツ主宰、法政大学教授）、佐屋香織、平倉直子、東利恵（特別招聘教員）、貝島桃代（アトリエ・ワン取締役、スイス連邦工科大学チューリッヒ校正教授）、妹島和世（SANAA共同主宰、東京都庭園美術館館長、プリツカー賞受賞者、特別招聘教員）、遠藤真由、槇直美（槇文彦の娘）、しかまのりこや水沼淑子（建築史家）などがおり、他に速水由紀子（ジャーナリスト）、鈴木裕美（劇作家、演出家）、杉田景子（女優）などがいる。

## 組織構成
学部
- 建築デザイン学部（2024年4月開設）
  - 建築デザイン学科

大学院研究科
- 建築デザイン研究科（2024年4月開設）
  - 建築デザイン専攻